# Kongo-Kinshasas damlandslag i fotboll
Kongo-Kinshasas damlandslag i fotboll representerar Kongo-Kinshasa (Demokratiska republiken Kongo) i fotboll på damsidan. Dess förbund är Fédération Congolaise de Football-Association (FECOFA).

## Artikelursprung
Den här artikeln är helt eller delvis baserad på material från engelskspråkiga Wikipedia, tidigare version.